# Xanthopimpla pedator
Xanthopimpla pedator là một loài tò vò trong họ Ichneumonidae.